# Inégalité de Korn
Pour les articles homonymes, voir Korn (homonymie).
En mathématiques, plus particulièrement en analyse fonctionnelle, l'inégalité de Korn est un résultat démontré pour la première fois en 1908 par le physicien allemand Arthur Korn,,. Ce résultat, issu des recherches de Korn en théorie de l'élasticité, a depuis été étendu et continue de jouer un rôle important dans cette théorie,. Néanmoins, il s'agit d'abord d'un théorème mathématique portant sur la norme de la jacobienne d'une fonction assez régulière, dont l'utilisation déborde le seul cadre de la physique des matériaux. De fait, des généralisations de cette inégalité et d'inégalités du même type sont au cœur des recherches sur la stabilité des systèmes dynamiques continus et dans l'étude numérique des équations aux dérivées partielles elliptiques.

## Énoncé
Soit {\displaystyle f} une fonction définie sur un sous-ensemble {\displaystyle \Omega \subset \mathbb {R} ^{n}} et à valeurs dans {\displaystyle \mathbb {R} ^{n}}. Supposons qu'est définie sur {\displaystyle \Omega } la matrice jacobienne {\displaystyle Df} de {\displaystyle f}. On note alors {\displaystyle Sf} la partie symétrique de la jacobienne, c'est-à-dire {\displaystyle Sf={\frac {1}{2}}\left(\partial _{i}f_{j}+\partial _{j}f_{i}\right)_{i,j}}. Alors l'inégalité de Korn donne une majoration de {\displaystyle \|Df\|_{L^{p}}} en fonction de {\displaystyle \|Sf\|_{L^{p}}}, pour {\displaystyle p>1}, sous des conditions de régularité sur {\displaystyle f}. Plus précisément, si {\displaystyle f\in W_{0}^{1,p}(\mathbb {R} ^{n})\cap W^{1,p}(\Omega )}, où {\displaystyle W^{k,p}} désigne l'espace de Sobolev et {\displaystyle W_{0}^{k,p}} sa restriction aux fonctions à support compact, on a {\displaystyle \|Df\|_{L^{p}}\leq C_{p}\|Sf\|_{L^{p}}}avec une constante {\displaystyle C_{p}>0} qui dépend de {\displaystyle p} et de {\displaystyle \Omega } uniquement, et appelée « constante de Korn ». 
La démonstration initiale par Korn portait sur deux cas particuliers, avec des hypothèses plus fortes sur {\displaystyle f}. L'inégalité n'est pas vraie pour {\displaystyle p=1} ni pour {\displaystyle p=+\infty } en général.

## Démonstration dans un cas simple
Supposons {\displaystyle f\in H_{0}^{1}(\mathbb {R} ^{n})}, alors en particulier {\displaystyle Sf} est de carré sommable. On rappelle que {\displaystyle \|v\|_{H^{1}(\Omega )}=\left(\int _{\Omega }\sum _{i=1}^{n}|v_{i}(x)|^{2}\,\mathrm {d} x+\int _{\Omega }\sum _{i,j=1}^{n}|\partial _{j}v_{i}(x)|^{2}\,\mathrm {d} x\right)^{1/2}.}Une intégration par parties donne immédiatement{\displaystyle \int _{\mathbb {R} ^{n}}|Sf|^{2}={\frac {1}{2}}\int _{\mathbb {R} ^{n}}|Df|^{2}+{\frac {1}{2}}\int _{\mathbb {R} ^{n}}(\nabla \cdot f)^{2}}avec {\displaystyle \nabla \cdot f} la divergence de {\displaystyle f}. De cette expression on tire immédiatement l'inégalité de Korn : {\displaystyle \|f\|_{H^{1}(\mathbb {R} ^{n})}\leq {\sqrt {2}}\|Sf\|_{L^{2}(\mathbb {R} ^{n})}.}

## Application à la théorie de l'élasticité
La déformation d'un matériau élastique peut être décrite par le tenseur des déformations donné en chaque point du matériau. Pour de petites déformations, une approximation linéaire de ce tenseur suffit, et possède l'expression suivante :{\displaystyle \varepsilon (v)={\frac {1}{2}}\left(\nabla v+(\nabla v)^{T}\right)=Sv}où {\displaystyle v} est le déplacement. On appelle « ouvert de Korn » un ouvert borné {\displaystyle \Omega } tel que, pour une certaine constante {\displaystyle C_{K}>0},{\displaystyle \forall v\in H^{1}(\Omega )\quad \|v\|_{H^{1}(\Omega )}\leq C_{K}\left(\|v\|_{L^{2}(\Omega )}+\|\varepsilon (v)\|_{L^{2}(\Omega )}\right).}En particulier, un ouvert borné, connexe, de bord lipschitzien, est un ouvert de Korn. Dans un tel ouvert, l'inégalité de Korn est observée. Ainsi, il est possible de contrôler le champ de déplacements dans le matériau, en n'utilisant qu'une approximation linéaire du tenseur des déformations, qui est souvent plus maniable que le tenseur exact. Il en découle l'existence de modèles relativement simples par exemple pour l'étude des coques élastiques.